# Leptobrachium guangxiense
Espèce
Leptobrachium guangxiense est une espèce asiatique d'amphibiens de la famille des Megophryidae.

## Répartition
Cette espèce se rencontre dans la province du Guangxi en République populaire de Chine mais également dans le Nord du Viêt Nam où sa présence a été confirmée par une analyse moléculaire. Elle pourrait également être présente au Laos.

## Systématique
Le nom valide complet (avec auteur) de ce taxon est Leptobrachium guangxiense Fei, Mo (d), Ye & Jiang (d), 2009.

### Étymologie
Son épithète spécifique, composée de guangxi et du suffixe latin -ense, « qui vit dans, qui habite », fait référence à sa localité type, la province du Guangxi.

### Publication originale
- (zh) Fei, Hu, Ye & Huang, [Fauna Sinica. Amphibia. Anura], vol. 2, janvier 2009, Chinese Academy of Science.